# 內森 (伊利諾伊州)
內森（英語：Nason）是一個位於美國伊利诺伊州傑佛遜縣的城市。

## 地理
內森的座標為38°10′38″N 88°58′02″W / 38.17722°N 88.96722°W，而該地的平均海拔高度為133米（即436英尺）。

## 人口
根據2010年美國人口普查的數據，內森的面積為2.35平方千米，當中陸地面積為2.35平方千米，而水域面積為0.00平方千米。當地共有人口236人，而人口密度為每平方千米100.43人。